# Hibiscus lasiocarpos
Hibiscus lasiocarpos (también, H. lasiocarpus) es una especie de hibiscus conocida con el nombre común de hairy-fruited hibiscus. Es originaria del sudeste de los Estados Unidos, también en parte de California y norte de México. 

## Descripción
Es una planta herbácea de gran tamaño, peluda, perennifolia con tallos extensos que alcanzan  uno o dos metros de largo. Las hojas tienen forma de corazón, son dentadas y puntiagudas, y por lo general tienen entre 6 y 10 centímetros de largo. La inflorescencia tiene vistosas flores grandes y solitarias. Cada flor forma una taza con parte  de los sépalos fundidos, debajo de una capa delgada de brácteas. Estos pueden estar cubiertos de pelos o fibras de lana. Los grandes pétalos de la flor puede ser de hasta 10 centímetros de largo y son generalmente de color blanco brillante con bases rojas. Los estambres  y las anteras son de color blanco o crema. El fruto es una cápsula de 2 o 3 cm de largo que contiene semillas esféricas.

## Taxonomía
Hibiscus lasiocarpos fue descrita por Antonio José Cavanilles y publicado en Monadelphiae Classis Dissertationes Decem 3: 159–160, pl. 70, f. 1. 1787.
Etimología
Hibiscus: nombre genérico que deriva de la palabra griega: βίσκος ( hibískos ), que era el nombre que dio Dioscórides (40-90 d. C.)  a Althaea officinalis.
lasiocarpos: epíteto latíno que significa "con fruto lanudo"
Sinonimia
- Hibiscus californicus Kellogg
- Hibiscus langloisii Greene
- Hibiscus lasiocarpos var. californicus (Kellogg) L.H. Bailey
- Hibiscus leucophyllus Shiller
- Hibiscus platanoides Greene[4]